# Mezzoldo
Mezzoldo ist eine italienische Gemeinde (comune) mit 166 Einwohnern (Stand 31. Dezember 2024) in der Provinz Bergamo, Region Lombardei.

## Geographie
Mezzoldo liegt 35 km nördlich der Provinzhauptstadt Bergamo und 70 km nordöstlich der Metropole Mailand.
Die Nachbargemeinden sind Albaredo per San Marco (SO), Averara, Olmo al Brembo, Piazzatorre, Piazzolo, Tartano (SO) und Valleve.

## Sehenswürdigkeiten
Die Pfarrkirche San Giovanni Battista wurde im 16. Jahrhundert erbaut und enthält eine Vielzahl wertvoller Kunstwerke.

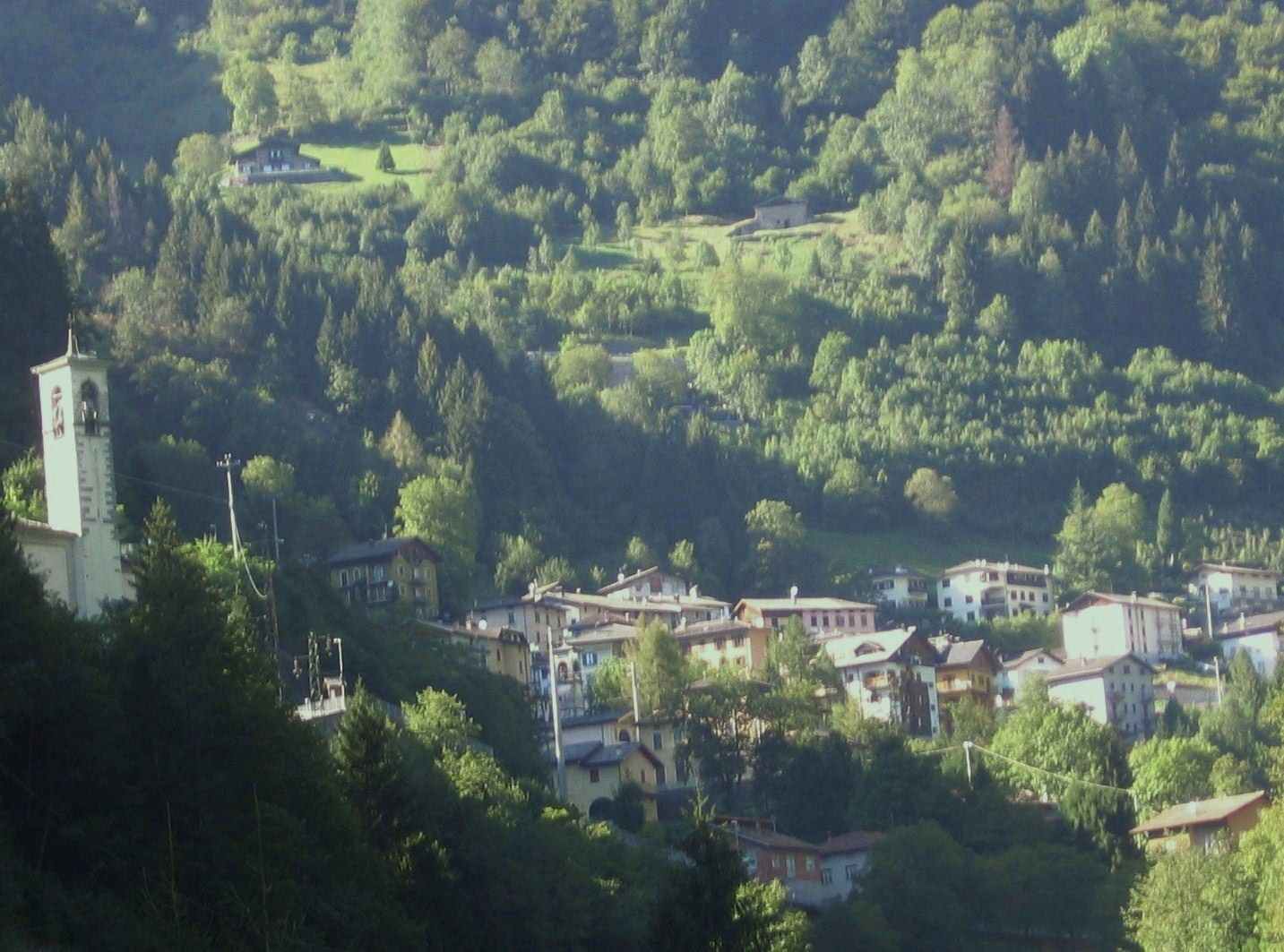
Mezzoldo
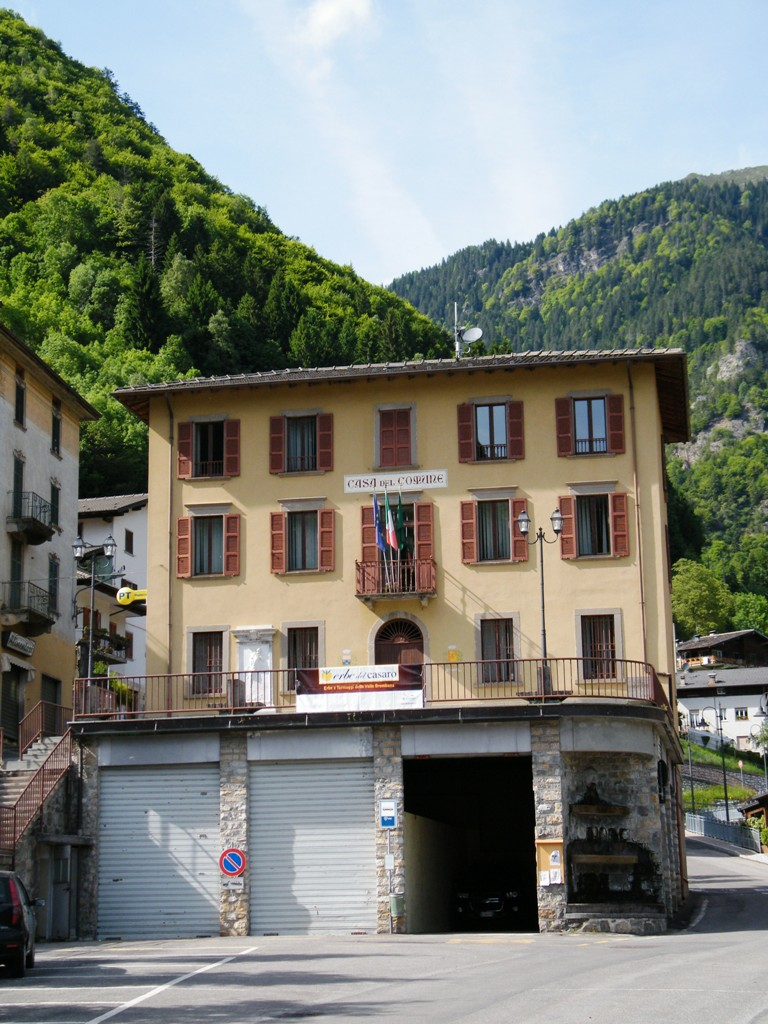
Rathaus
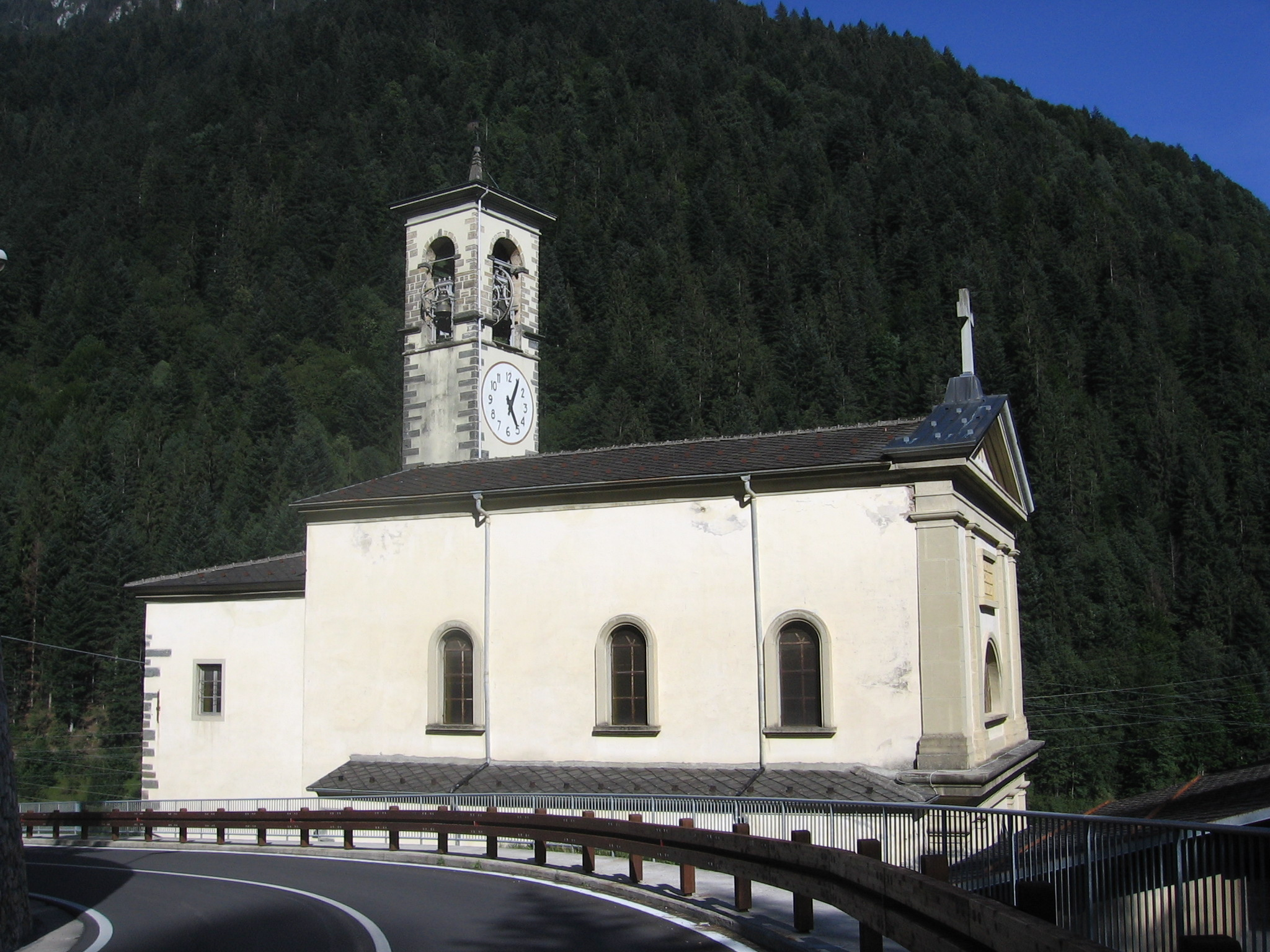
Pfarrkirche San Giovanni Battista